# Filipe José Freire Temudo Barata
Filipe José Freire Temudo Barata OA • GOIH (Estarreja, 24 de agosto de 1919 - Lisboa, 22 de abril de 1999) foi um político, militar e governador do Timor português do dia 22 de junho de 1959 e a 3 de abril de 1963.

## Biografia
Foi filho de José Marques Pereira Barata e de Maria dos Prazeres da Silveira Brandão Freire Themudo de Vera. Era irmão de Manuel Freire Themudo Barata.
Entrou para a Escola do Exército em 1938, com a Segunda Guerra Mundial já no horizonte. Sai alferes de artilharia em 1942.
Casou-se com Maria Lígia de Figueiredo Picanço de Leão de Miranda, de quem teve cinco filhos e filhas. 
Em janeiro de 1956 é colocado na Fábrica Nacional de Munições de Armas Ligeiras. 
Entretanto, em fevereiro de 1959, o subsecretário de Estado do Fomento Ultramarino, Eng.º Carlos Krus Abecassis, tinha o convite para ser o próximo governador do Timor português.
No dia 13 de fevereiro, o então major Filipe José Freire Themudo Barata foi recebido pelo subsecretário de Estado do Fomento Ultramarino para o informar que a decisão pertencia ao presidente do Conselho, António de Oliveira Salazar; o ministro do Ultramar, contra-almirante Vasco Lopes Alves; e dele próprio. No dia 4 de junho é recebido por António de Oliveira Salazar. Depois parte para a ilha de Timor, onde chega no dia 22 de junho de 1959. Antes da sua partida para o Timor português o Encarregado do Governo e Comandante Militar é o tenente-coronel Manuel Albuquerque Gonçalves de Aguiar. A partir daqui vai-se haver com o "movimento de Viqueque".
Para além do movimento insurreccional de 1959 que deixou muitos rancores entre os timorenses e indonésios, o governador do Timor português teve grandes linhas de ação para o Exército, para o bispo de Díli e o quadro administrativo. 
Foi o 95.º Governador de Timor entre 22 de junho de 1959 e 3 de fevereiro de 1963.
Vogal representante de Timor português no Conselho Ultramarino, entre 1965 e 1974.
Administrador da Cabinda Gulf Oil, entre 1966 e 1974, e dos Explosivos de Trafaria, entre 1971 e 1974. 
Foi, também, deputado por Timor na X legislatura (1969-1973) e XI legislatura (1973-1974) da Assembleia Nacional, tendo muitas intervenções nas comissões da Defesa Nacional e Ultramar.
Presidente do Conselho Fiscal dos Estabelecimentos Fabris do Exército; Assessor do Instituto de Defesa Nacional, entre 1976 e 1981; presidente do Indústrias de Defesa Portuguesa (INDEP) E.P., entre 1981 e 1984; e presidente dos Explosivos da Trafaria, entre 1986 e 1989.

## Condecorações
Foi feito Oficial da Ordem Militar de Avis a 19 de fevereiro de 1955 e Grande-Oficial da Ordem do Infante D. Henrique a 29 de junho de 1963.